# 시스터 액트
《시스터 액트》(영어: Sister Act)는 1992년 에밀 아돌리노가 연출하고 폴 루드닉이 조셉 하워드라는 필명으로 각본을 쓴 미국의 뮤지컬 범죄 코미디 영화이다. 증인 보호 프로그램에 편입되어 어쩔 수 없이 수녀원에 들어가게 된 라운지 가수 역을 우피 골드버그가 연기했다. 매기 스미스, 캐시 나지미, 웬디 매케나, 메리 윅스, 하비 카이텔 등이 출연했다.
《시스터 액트》는 1990년대 초반 최고의 흥행 성적을 거둔 코미디 영화 중 하나로, 3,100만 달러의 제작비로 전 세계에서 2억 3,100만 달러의 수익을 올렸다. 이러한 성공은 홈비디오 시장으로도 이어져 1993년 미국에서 가장 많이 대여된 영화가 되었다. 이 영화는 1993년 속편 《시스터 액트 2》와 2006년 초연된 뮤지컬 각색으로 이어지는 프랜차이즈의 시작이 되었다. 디즈니+에서 세 번째 영화가 제작 중이다.

## 줄거리
1968년, 들로리스 윌슨은 가톨릭 학교의 학생이다. 그는 공부를 진지하게 하지 않았고 음악에 재능을 보이면서도 수녀 교사들을 크게 당황하게 했다.
24년 후인 1992년, 들로리스는 네바다주 리노에서 들로리스 밴 카르티에라는 이름으로 라운지 가수로 활동하고 있다. 그가 일하는 클럽은 그의 내연남인 갱단 보스 빈스 라로카가 소유하고 있다. 어느 날 빈스에게서 하찮은 선물을 받은 그는 이를 돌려주려다가 빈스가 정보원을 처형하는 현장을 목격한다. 빈스가 그마저 죽이려 하자 들로리스는 경찰의 도움을 요청한다. 에디 사우더 경위는 그를 증인 보호 프로그램에 편입시키고, 샌프란시스코의 쇠락한 지역에 있는 성 캐서린 교구의 수녀원에 은신처를 마련해준다.
들로리스와 성 캐서린의 원장 수녀는 모두 이 조치에 반대하지만, 사우더 경위와 교구 사제인 오하라 몬시뇰의 설득으로 이를 받아들이게 된다. 또한 경찰이 재정난을 겪고 있는 수녀원에 상당한 금액을 지원하기로 약속한 것도 한몫했다. "메리 클라렌스 수녀"라는 가명으로 위장한 들로리스는 처음에는 엄격하고 단순한 수녀원 생활에 적응하기 힘들어하며 원장 수녀와 대립하지만, 낙천적이고 명랑한 메리 패트릭 수녀, 연로하고 무뚝뚝한 메리 라자루스 수녀, 수줍음 많은 젊은 수련 수녀 메리 로버트 등 다른 수녀들과는 친구가 된다. 어느 일요일, 메리 라자루스 수녀가 이끄는 수녀원 성가대의 형편없는 공연으로 미사 참석률이 저조하자, 들로리스는 휴식이 필요하다고 생각하고 술집에 몰래 가는데, 메리 패트릭과 메리 로버트가 그를 따라간다. 원장 수녀에게 발각된 이들은 쫓겨날 위기에 처하지만, 대신 부진한 성가대에 합류하라는 명령을 받는다. 가수 경력이 있는 들로리스는 성가대 지휘자로 선출되어 성가대를 변화시킨다.
다음 일요일 미사에서 들로리스가 이끄는 성가대는 크게 향상된 실력으로 전통 성가 "살베 레지나"를 부르다가 가스펠과 록앤롤이 혼합된 편곡으로 전환한다. 원장 수녀는 분노하지만, 오하라 몬시뇰은 새로운 신자들이 미사에 참석하게 되었다며 성가대의 파격적인 공연을 축하한다. 들로리스의 설득으로 그는 수녀들이 교회와 지역사회를 정화하는 것을 허락한다. 그들의 노래와 지역 활성화 노력은 언론의 주목을 받고, 교구는 번창한다.
사우더는 빈스가 그의 목에 현상금을 걸었다며 전국 방송에 모습이 노출될 뻔한 들로리스를 꾸짖는다. 그는 더 조심하겠다고 약속하고, 사우더는 미사에 참석한다. 수녀 성가대는 "마이 가이"(My Guy)를 개사해 "마이 갓"(My God)으로 부르는 등 신자들과 방문객들을 계속해서 놀라게 한다.
오하라는 수녀원에 교황 요한 바오로 2세가 성가대의 성공 소식을 듣고 교회를 방문할 것이라고 알린다. 들로리스는 원장 수녀에게 빈스의 재판이 곧 시작되어 떠나야 한다고 말한다. 원장은 자신의 권위가 의도치 않게 약화되어 수녀원에 더 이상 쓸모가 없다고 생각해 원장직을 사임했다고 밝힌다. 들로리스는 그에게 머물러 교구의 번영을 이어가라고 설득하지만, 원장은 자신이 너무 구식이고 그럴 능력이 없다고 반박한다.
사우더는 자신의 부서에 있는 부패 형사가 빈스에게 들로리스의 위치를 알려주었다는 사실을 발견하고 샌프란시스코로 달려가 그에게 경고한다. 빈스의 부하들이 들로리스와 메리 로버트를 납치하지만, 들로리스는 메리 로버트를 탈출시킨다. 메리 로버트가 수녀원으로 돌아오자 원장 수녀는 수녀들에게 메리 클라렌스 수녀가 사실은 들로리스 밴 카르티에이며 왜 수녀원에 숨어 있었는지 설명한다. 수녀들은 들로리스를 구하기로 결심하고 헬리콥터 조종사에게 리노까지 태워달라고 부탁한다.
리노에서 빈스는 부하들에게 들로리스를 죽이라고 명령하지만, 그들은 수녀복을 입은 그를 쏠 수 없다고 한다. 수녀들은 빈스의 카지노에 도착해 빈스의 부하들에게서 탈출한 들로리스를 찾고 몰래 빠져나가려 하지만, 카지노 라운지에서 빈스와 그의 부하들에게 포위된다. 들로리스는 자신을 희생하려 하지만, 빈스의 부하들은 여전히 그를 쏘기를 거부한다. 빈스도 망설이다가 용기를 내어 쏘려고 하지만, 그 망설임의 순간에 사우더가 빈스의 팔을 쏘고 빈스와 그의 부하들을 체포한다.
들로리스의 행동에 감사를 표한 원장 수녀는 수녀원의 원장직을 유지하기로 한다. 샌프란시스코로 돌아온 성가대는 새롭게 단장한 성 캐서린 성당에서 들로리스의 지휘 아래 "아이 윌 팔로우 힘"(I Will Follow Him)을 부르고, 원장 수녀, 교황, 오하라 몬시뇰, 사우더 경위를 포함한 모든 청중으로부터 기립 박수를 받는다. 들로리스는 계속해서 순회 공연을 하는 성가대를 지도하고 가르친다. 엔딩 크레딧에서 그들은 아이슬리 브라더스의 "샤우트"(Shout)를 커버한다.

## 배역
- 우피 골드버그 - 들로리스
- 매기 스미스 - 슈피리어 수녀
- 하비 카이텔 - 빈스 라로카
- 빌 넌 - 에디 사우더
- 메리 위크스 - 메리 라자러스 수녀
- 캐시 나지미 - 메리 패트릭 수녀
- 웬디 매케나 - 메리 로버트 수녀
- 조지프 마 - 오하라 주교

## KBS 성우진 (1995년 10월 1일)
- 성선녀 - 들러리스 밴 카티어(우피 골드버그)
- 이선영 - 원장수녀(매기 스미스)
- 유강진 - 빈스 라로카(하비 카이텔)
- 박상일 - 오하라 주교(조지프 마)
- 온영삼 - 테이트(가이 보이드)
- 박은숙 - 로버트 수녀(웬디 매케나) / 어린 돌로레스(아이시스 카르멘 존스) / 티나(샬럿 크로슬리)
- 이인성 - 에디 사우더(빌 넌)
- 최덕희 - 패트릭 수녀(캐시 나지미) / 빈스 부인(토니 칼렘) / 선생님(로이스 디 밴지)
- 김태연 - 헨리(조셉 G. 메다리스) / 형사(짐 비버)
- 남궁윤 - 조이(로버트 미란다)
- 황정란 - 라자러스 수녀(메리 위크스) / 여러 수녀들
- 김익태 - 윌리(리처드 포트노) / 바텐더(데이빗 파커)
- 박규웅 - 어니(맥스 그로든칙) / 빈스의 변호사(마이클 듀렐)
- 홍성헌 - 기자(로버트 히메네즈)

## 제작

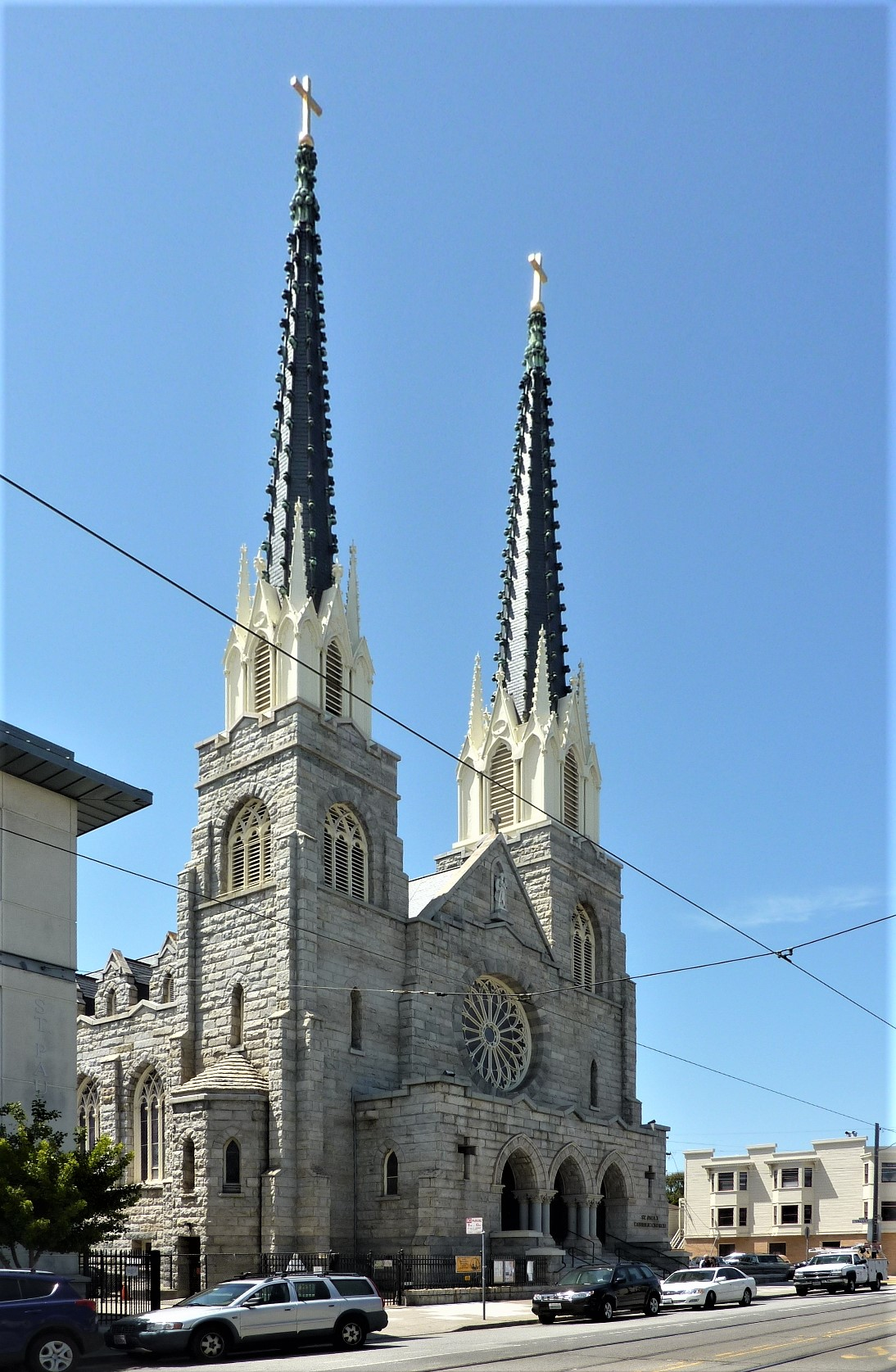
영화에서 성 캐서린으로 등장한 샌프란시스코의 성 바오로 천주교회

각본가 폴 루드닉은 1987년 벳 미들러를 주연으로 생각하며 《시스터 액트》를 제작자 스콧 루딘에게 제안했고, 대본은 디즈니로 넘어갔다. 하지만 미들러는 팬들이 자신이 수녀 역할을 맡는 것을 원하지 않을 것이라 생각해 이를 거절했다. 결국 우피 골드버그가 주연을 맡게 되었다. 제작이 시작되면서 캐리 피셔, 로버트 하링, 낸시 마이어스를 포함한 여섯 명의 각본가가 대본을 다시 썼다. 영화가 자신의 원작 대본과 너무 달라진 루드닉은 조셉 하워드라는 가명으로 크레딧에 이름을 올리기로 했다.
들로리스가 피신하는 교회는 샌프란시스코의 중상류층 지역인 노에 밸리의 밸리가와 처치가가 만나는 곳에 위치한 성 바오로 천주교회이다. 거리 맞은편의 상점들은 쇠락한 동네처럼 보이도록 꾸며졌다. 촬영은 1991년 9월 23일부터 12월 20일까지 진행되었다.
메리 패트릭 수녀가 영화에서 자신들이 가르멜회 소속이라고 언급하지만, 그들이 착용한 수녀복은 십자가만 빼면 성 프란치스코 제3회 성 요셉 수녀회의 수녀복과 비슷하다. 하지만 실제 수녀회 회원들은 더 이상 전통적인 수녀복을 착용하지 않는다.

## 반응

### 비평가 반응
이 영화는 비평가들로부터 대체로 긍정적인 평가를 받았다. 로튼 토마토에서는 30개의 리뷰를 기준으로 73%의 신선도를 기록했다. 사이트의 종합 평가는 "범죄 목격자가 살인자들을 피해 수녀원에 숨어드는 달콤한 뮤지컬 코미디를 찾고 있다면? 《시스터 액트》보다 좋은 영화는 없다"라고 밝혔다. 《시카고 선타임스》의 로저 이버트는 이 영화에 4점 만점에 2.5점을 주었다. 그는 골드버그와 윅스가 모두 재미있는 연기를 보여주었지만, 느린 전개와 조직 범죄 장면들을 코미디 영화에 잘 녹여내지 못한 점 때문에 "놓친 기회처럼 보인다"고 평했다. 메타크리틱은 23개의 리뷰를 바탕으로 "복합적이거나 평균적인 평가"를 의미하는 51점을 부여했다. 시네마스코어가 조사한 관객들은 A+부터 F까지의 척도에서 평균적으로 "A" 등급을 매겼다.

### 흥행 성적
이 영화는 미국에서 1억 3,960만 달러, 다른 국가들에서 9,200만 달러를 벌어들여 전 세계적으로 총 2억 3,160만 달러의 흥행 수입을 기록하며 큰 성공을 거두었고, 1992년 전 세계 흥행 수입 8위를 차지했다. 《리썰 웨폰 3》, 《패트리어트 게임》, 《배트맨 2》에 이어 4주 연속 2위를 기록했다.